# Habonde Corona
Habonde Corona est une corona, formation géologique en forme de couronne, située sur la planète Vénus par 3° N et 81,8° E. Elle est localisée dans le quadrangle d'Hestia Rupes. Elle a été nommée en référence à Habonde, déesse danoise de l'abondance. 

## Géographie et géologie
Habonde Corona couvre une surface circulaire d'environ 125 km de diamètre. 